# Амин, Майлз
Майлз Назем Амин (англ. Myles Nazem Amine; род. 14 декабря 1996, Дирборн, Мичиган) — сан-маринский борец вольного стиля американского происхождения, бронзовый призёр Олимпийских игр 2020 года, бронзовый призёр чемпионата мира 2023 года, чемпион Европы 2022 года, бронзовый призёр Европейских игр 2019 года (единственный призёр от Сан-Марино во всех видах спорта). Выступает в весовой категории до 86 кг.
В феврале 2020 года на чемпионате Европы в Риме в весовой категории до 86 кг Амин в схватке за золото уступил россиянину Артуру Найфонову и завоевал серебро.
На Олимпийских играх 2020 года в Токио завоевал бронзовую медаль. Эта медаль стала третьей в истории Сан-Марино на Олимпийских играх, ранее на тех же Играх сан-маринцы выиграли две медали в стендовой стрельбе.

## Биография
Майлз Амин родился в США, там увлекся борьбой, выступал на университетских чемпионатах. Пробиться американскую сборную у него не получалось, и он, чтобы участвовать в международных соревнованиях, сменил спортивное гражданство, воспользовавшись происхождением матери, урожденной гражданки Сан-Марино. По отцовской линии Майлз Амин – ливанец, он потомственный борец. Его дедушка Назем Амин участвовал в Олимпийских играх 1956 и 1960 годов, а отец выступал на студенческих соревнованиях в США.